# Oligocene (singolo)
Oligocene è un singolo del gruppo musicale tedesco The Ocean, pubblicato il 19 agosto 2020 come secondo estratto dal nono album in studio Phanerozoic II: Mesozoic / Cenozoic.

## Descrizione
Il brano è stato interamente scritto dal batterista Paul Seidel e si differenzia dai restanti presenti nel disco in quanto interamente strumentale e dominato principalmente dai sintetizzatori di Peter Voigtmann, il quale ha ricoperto anche il ruolo di batterista al posto di Seidel stesso. Al pari dell'omonima epoca geologica, la traccia funge da momento di transizione tra la prima parte dell'album, caratterizzata da sonorità pesanti, e la seconda, che presenta invece elementi più riflessivi e ambient.

## Video musicale
Il video, diffuso in concomitanza con il lancio del singolo, è stato filmato sul monte Aragats in Armenia, durante il Siberian Traps tour tenuto dal gruppo nell'estate 2019. Riguardo alla sua realizzazione, Staps ha dichiarato:

## Tracce
Musiche di Paul Seidel.
1. Oligocene – 4:00

## Formazione
Hanno partecipato alle registrazioni, secondo le note di copertina di Phanerozoic II: Mesozoic / Cenozoic:
Gruppo
- Paul Seidel – arrangiamento
- Mattias Hägerstrand – basso
- Peter Voigtmann – sintetizzatore, campionatore, batteria
- Robin Staps – chitarra
- David Ramis Ahfeldt – chitarra

Produzione
- Robin Staps – produzione, registrazione chitarre e basso, ingegneria del suono aggiuntiva
- David Åhfeldt – registrazione chitarre e basso
- Robin Staps – registrazione chitarre e basso, ingegneria del suono aggiuntiva
- Peter Voigtmann – registrazione sintetizzatore e batteria
- Chris Edrich – ingegneria del suono aggiuntiva
- Jens Bogren – missaggio
- Tony Lundgren – mastering